# Comté de Henry (Alabama)
Pour les articles homonymes, voir Henry et Comté de Henry.
Le comté de Henry est un comté des États-Unis, situé dans l'État de l'Alabama.

## Géographie

### Comtés limitrophes
| Comté de Dale    | Comté de Barbour | Comté de Clay (Géorgie)                          |
| Comté de Dale    | Comté de Henry   | Comté de Clay (Géorgie), Comté d'Early (Géorgie) |
| Comté de Houston | Comté de Houston | Comté d'Early (Géorgie)                          |

## Démographie
| 1820  | 1830  | 1840  | 1850  | 1860   | 1870   |
| ----- | ----- | ----- | ----- | ------ | ------ |
| 2 638 | 4 020 | 5 787 | 9 019 | 14 918 | 14 191 |

| 1880   | 1890   | 1900   | 1910   | 1920   | 1930   |
| ------ | ------ | ------ | ------ | ------ | ------ |
| 18 761 | 24 847 | 36 147 | 20 943 | 21 547 | 22 820 |

| 1940   | 1950   | 1960   | 1970   | 1980   | 1990   |
| ------ | ------ | ------ | ------ | ------ | ------ |
| 21 912 | 18 674 | 15 286 | 13 254 | 15 302 | 15 374 |

| 2000   | 2010   | - | - | - | - |
| ------ | ------ | - | - | - | - |
| 16 310 | 17 302 | - | - | - | - |